# 马克斯·克鲁泽
马克斯·克鲁泽（德語：Max Kruse，德語發音：[ˈmaks ˈkʁuːzə]；1988年3月19日—）是一位德国足球运动员，在场上可司职進攻中場或前锋。

## 职业生涯

### 早年生涯
克鲁泽是在1992年于赖恩贝克开始其足球生涯。他在1998年转投位于汉堡的球队基希韦德（TSV Kirchwerder），再于一年后加入菲尔-马施兰德，开始与马丁·哈尼克并肩作战。至2006年，克鲁泽转会至云达不来梅，并于2006年至2009年间代表云达不来梅二队出战。在此之前，克鲁泽还经常在低级别联赛中充当裁判，直至得到云达不来梅的征召。

### 雲達不萊梅
在2007–08赛季，克鲁泽因受到主教练沙夫的赏识而晋升入一线队，并在2007年9月29日，当云达不来梅主场以8比1大胜比勒费尔德的比赛（第一轮）中完成了自己的德甲首秀。他于第63分钟替换于里察·弗拉涅斯出场，并助攻马库斯·罗森贝里射入本队的第6个入球。

### 聖保利
至2009–10赛季，克鲁泽自由转会至圣保利，并签订了一份为期两年的合同。2011年，他与圣保利的合同被延长至2014年并共同征战德乙，克鲁泽在这项赛事中成为了一位多产的中场球员（13球、6助攻），同时也是队内除芬·巴特斯和弗洛里安·布伦斯之外表现最为抢眼的中场球员。在主场对阵慕尼黑1860的比赛后，凭借着克鲁泽贡献的两个入球，他与队友马吕斯·埃伯斯和塞巴斯蒂安·萨希滕一同在前7轮比赛即已3次入选《踢球者》评出的当轮最佳阵容。然而赛季结束后，圣保利以积62分排名第4，以净胜球劣势而无缘升级。

### 弗萊堡
克鲁泽于2012–13赛季转会至弗萊堡。他在那里迎来了一个非常成功的赛季，并跟随球队在历史上首次进入德国杯半决赛。在该赛季结束后，他已成为弗赖堡的进攻核心，并吸引了其它球队的兴趣。
至2013–14赛季，门兴格拉德巴赫将克鲁泽招致麾下，签订了一份期至2017年6月30日止的合同，并为此向弗赖堡支付了250万欧元的转会费。2013年7月，克鲁泽还获得了德国职业球员协会为表彰上一赛季最佳新人而颁发的“银箭（Silbernen Pfeil）”奖。随后在2013年8月17日，他又在主场对阵漢諾威96的比赛中射入自己加盟新东家后的首个入球。

### 柏林聯盟
2021年5月22日，德甲联赛第34轮柏林聯盟主场對上RB萊比錫2-1勝利，克魯澤首发出场，第92分钟踢進致勝一球，是球隊前進欧足联欧洲协会联赛的功臣之一。

## 国家队生涯
克鲁泽曾多次入选德国19岁以下及20岁以下国家足球队。但他仅代表德国21岁以下国家足球队参加过1场比赛，即2008年5月28日以4比0战胜丹麦，他于中场休息后被替换上场，并射入本队的第4球。
2013年5月16日，克鲁泽获得成年组德国国家足球队主教练约阿希姆·勒夫的征召，以备战不久对阵厄瓜多尔和美国的两场国际比赛。其成年组国家队首秀是在2013年5月29日完成，在这场于美国博卡拉頓以4比2战胜厄瓜多尔的比赛中，他于第79分钟替换丹尼斯·奥戈登场。随后在2013年6月2日，克鲁泽又在以3比4不敌美国的比赛中射入自己的国家队首球，他于第79分钟将场上比分改写为2比4。
在2014年世界杯足球赛前，克鲁泽落选了德国队的参赛名单，尽管他在此前的2013/14赛季中曾创造出全欧洲最多的射门机会（98次）。

### 国家队入球
德国队的比分及结果列前。
| 入球 | 日期           | 场地                                | 对手     | 比分 | 结果 | 赛事               |
| ---- | -------------- | ----------------------------------- | -------- | ---- | ---- | ------------------ |
| 1.   | 2013年6月2日   | 美国华盛顿，罗伯特·F·肯尼迪纪念球场 | 美国     | 2–4  | 3–4  | 友谊赛             |
| 2.   | 2015年6月13日  | 葡萄牙洛萊，阿爾加夫球場            | 直布罗陀 | 2–0  | 7–0  | 2016年歐國盃外圍賽 |
| 3.   | 2015年6月13日  | 葡萄牙洛萊，阿爾加夫球場            | 直布罗陀 | 7–0  | 7–0  | 2016年歐國盃外圍賽 |
| 4.   | 2015年10月11日 | 德國萊比錫，紅牛競技場              | 格鲁吉亚 | 2–1  | 2–1  | 2016年歐國盃外圍賽 |

## 個人生活
2021年2月，克鲁泽和其他800多名职业足球运动员一起在德国足球杂志《11朋友》上簽署了一份請願書，以支持同性恋球员。

## 榮譽

### 球會
狼堡
- 德國超級盃冠軍：2015年